# Will Cummings
William Frederick "Will" Cummings (nacido el 7 de octubre de 1992 en Jacksonville, Florida) es un jugador de baloncesto estadounidense que milita en las filas del Zhejiang Lions de la CBA china. Mide 1.88 metros de altura y juega en la posición de base. 

## Trayectoria deportiva
En 2015, tras terminar su periplo universitario en Temple Owls, juega en el D-League en las filas de los Rio Grande Valley Vipers.
A mitad de la temporada, da el salto a Europa para jugar en Italia, en las filas del Aquila Basket Trento.
En verano de 2016 firma con el Aris BC.
En la temporada 2021-22, firma por el Levallois Metropolitans de la LNB Pro A francesa.